# Rock Sound (magazine)
 (juin 2025).
Motif : Outre les problème dû à la gestion de la page par l'équipe du magazine, les sources ne démontrent pas l'admissibilité
- Archive Wikiwix
- Bing
- Cairn
- DuckDuckGo
- E. Universalis
- Gallica
- Google
- G. Books
- G. News
- G. Scholar
- Persée
- Qwant
- (zh) Baidu
- (ru) Yandex
- (wd) trouver des œuvres sur Wikidata

| 1. | Préciser le motif de la pose du bandeau. | Précisez le motif de la pose du bandeau en utilisant la syntaxe suivante : {{admissibilité à vérifier\|date=août 2025\|motif=remplacez ce texte par le motif}}                             |
| 2. | Informer les utilisateurs concernés.     | Pensez à avertir le créateur de l'article, par exemple, en insérant le code ci-dessous sur sa page de discussion : {{subst:avertissement admissibilité à vérifier\|Rock Sound (magazine)}} |

Pour la ville des Bahamas, voir Rock Sound
Rock Sound est un magazine musical français spécialisé dans la musique rock et ses dérivés. Il se veut plus « underground » et moins commercial que d’autres titres généralistes, tout en couvrant les événements musicaux majeurs. 

## Historique
Rock Sound est un magazine musical Français, apparu en mars 1992, spécialisé dans la musique rock et ses dérivés. Il est publié par l’éditeur Éditions Freeway, avant de connaître plusieurs évolutions éditoriales et propriétaires. Des archives spécialisées confirment la parution du premier numéro français en septembre 1992 et la continuation jusqu'en 2007. Rock Sound se veut plus « underground » et moins commercial que d’autres titres généralistes, tout en couvrant les événements musicaux majeurs. L’édition britannique a été lancée en 1999.
En mars 1995, un festival est organisé par le magazine au Zénith de Paris.
Thomas Vandenberghe (Thomas VDB) a été critique musical puis rédacteur en chef de Rock Sound entre 1999 et 2005.
En avril 2023, l’édition britannique est acquise par whynow Media.

### Samplers inclus
À partir du milieu des années 1990, l’édition française se distingue par l’inclusion de CD samplers « RSCD » contenant des titres d’artistes émergents ou confirmés.  
Exemples notables :
- Sampler Rock Sound Volume 2 (1996) – inclus avec le no 39 (octobre 1996), Éditions Freeway, code RSCD002[6]
- Sampler Rock Sound Volume 20 (1998) – Éditions Freeway, code RSCD020[7]

Ces samplers sont recensés sur la base MusicBrains, qui confirme leur édition en France par Freeway.

## Éditions internationales
Rock Sound dispose de plusieurs éditions :  
- Royaume-Uni – édition d’origine (depuis 1999).
- Espagne – édition active dans les années 2000.

## Reconnaissance dans les médias
La revue universitaire Volume! analyse le rôle de Rock Sound dans le paysage médiatique français, le citant parmi les titres emblématiques de la presse musicale spécialisée.